# Claudi Demià
Claudi Demià (llatí: Claudius Demianus) fou un cavaller romà contemporani de Neró. Fou empresonat per Luci Vet, procònsol d'Àsia, per la seva conducta criminal, però Neró en va ordenar l'alliberament. En revenja, després va donar suport a l'acusació contra Vet llançada pel seu llibert Fortunat.